# マルガリータ・アリゲール
マルガリータ・ヨーシフォヴナ・アリゲール（ロシア語: Маргари́та Ио́сифовна Алиге́р; IPA: [mərɡɐˈrʲitə ɪˈosʲɪfəvnə ɐlʲɪˈɡʲɛr] ( 音声ファイル)、1915年10月7日（新暦では9月24日） - 1992年8月1日）は、ロシア帝国（現:ロシア）オデッサ出身の詩人、翻訳家、ジャーナリスト。
代表作は1942年に著された大祖国戦争（独ソ戦）初期に活躍したソ連邦英雄のゾーヤ・コスモデミヤンスカヤを描いた長編叙事詩『ゾーヤ（Зоя）』があり、1943年にスターリン賞を受賞した。

## 生涯
1915年10月7日（新暦では9月24日）、ロシア帝国ヘルソン県オデッサにてユダヤ人の家庭に生まれる。ティーンエイジャーの頃は化学工場で働いていた。
1933年より作品を発表。翌年の1934年にはゴーリキー文学大学に入学し、1937年に卒業した。
1938年に第一次五カ年計画に関する処女詩集『誕生の年（Год рождения）』を著した。
1939年は詩集『鉄道（железная дорога）』を著し、1940年には『石と草』を著す。
1942年、叙事詩『ゾーヤ（Зоя）』を著して1943年にスターリン賞を受賞。また同年、ソビエト連邦共産党の党員となる。
1945年は、ゾーヤ・コスモデミンスカヤに関する戯曲『真実の物語（Сказки о правде）』を著した。
1947年に叙事詩『最初の雷鳴』、1948年は詩集『最初の兆し』を著した。
1953年、『レーニンの丘』を著す。
1957年より沈潜的傾向であるとして批判を受けた。
1992年8月1日、モスクワで亡くなる。